# Podiàtxie

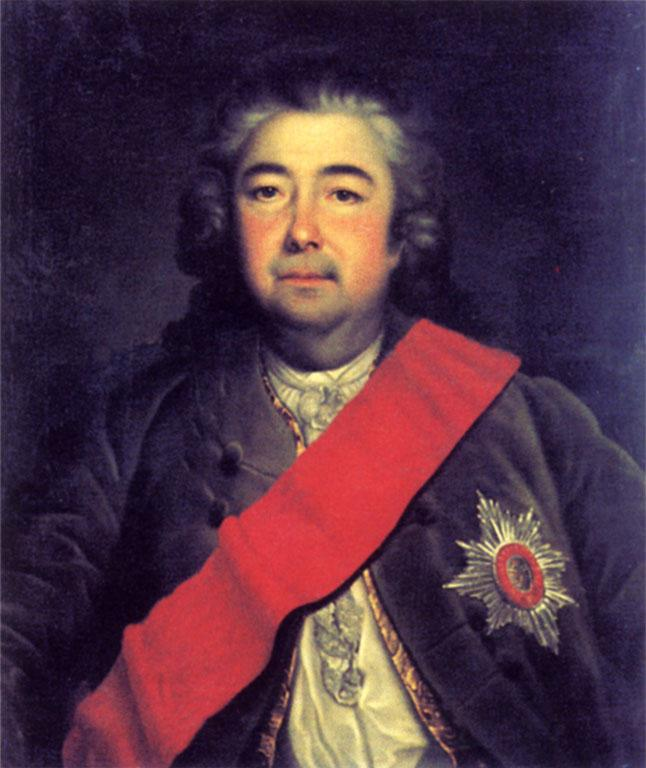
Ivan Txerkasov va començar la seva carrera com a podiàtxie.

Un podiàtxie (en rus подьячие), en plural podiatxi, era una professió burocràtica d'oficina als prikazi i a les oficines inferiors, així com a les centrals. Sota la direcció del diak el podiàtxie desenvolupava la feina administrativa bàsica. Fou el nivell més baix del funcionariat administratiu del Gran Ducat de Moscou des del segle XVI fins a començaments del segle xviii.

## Funcions i categories
Llur funció inicial, juntament amb el diak, fou la recaptació d'imposts per al tresor reial. Es classificaven en veterans (starxi), mitjans (srédini) o novells (mladxi). Amb freqüència controlaven l'activitat del diak, així com participaven en l'elecció del diak successor, essent freqüent l'ascens del podiàtxie al rang de diak. Als podiatxi dedicats al control se'ls anomenava "podiatxi amb segell". Els horaris de treball eren de la matinada a la nit, i els errors eren corregits amb càstigs corporals. Els primers podiatxi foren seleccionats per llur bona cal·ligrafia, redacció i rapidesa d'escriptura.

## Història i evolució
El comte Kotoixikhin ordenà llur presència a Moscou i a ciutats de més de 1.000 habitants. A partir del 1641 podien entrar funcionaris inferiors, la qual cosa a la pràctica convertí el càrrec en hereditari. Als llibres dels boiars de 1697 estan documentades ordres de pagament de sous d'entre 37 i 60 rubles. A més del salari, rebien prebendes o regals per l'execució de llurs funcions, tot i l'estricta prohibició governamental. A la segona dècada del segle xviii llurs funcions foren assumides pels kantselaristi (registradors), els podkantselaristi (sub-registradors) i els kopisti (copistes), tot i que col·loquialment se'ls continuà anomenat podiatxi fins al segle xix.